# 東咸一
蛇夫座φ，又名BD-16 4298，HD 148786、SAO 159963、HR 6147，是蛇夫座的一颗恒星，视星等为4.28，位于銀經0.13，銀緯21.08，其B1900.0坐标为赤經16h 25m 24.8s，赤緯-16° 21.08′ 41″。